# Complejo de castillos de Vilna
El complejo de castillos de Vilna (en lituano: Vilniaus pilių kompleksas) es un grupo de estructuras culturales e históricas en la margen izquierda del río Neris, cerca de su confluencia con el río Vilnia, en Vilna, la capital de Lituania. Los edificios, que se desarrollaron entre los siglos X y XVIII, fueron una de las principales estructuras de defensa de Lituania.
El complejo constaba de tres castillos: el Superior, el Inferior y el Torcido (lituano: Kreivoji pilis), aunque este último fue incendiado por los Caballeros Teutónicos en 1390 y nunca fue reconstruido. Los castillos de Vilna fueron atacados en varias ocasiones por la Orden teutónica tras 1390, aunque nunca consiguieron apoderarse de todo el complejo. La primera vez que todas las fortalezas fueron capturadas se produjo en 1655 durante la batalla de Vilna. Poco después, los castillos perdieron su relevancia tras sufrir grandes daños y muchos se abandonaron.
La torre de Gediminas es uno de los símbolos más reconocidos de la ciudad de Vilna y de Lituania actualmente. Todos los 1 de enero se iza la bandera lituana en la torre para conmemorar el Día de la bandera.

## Historia del castillo Superior

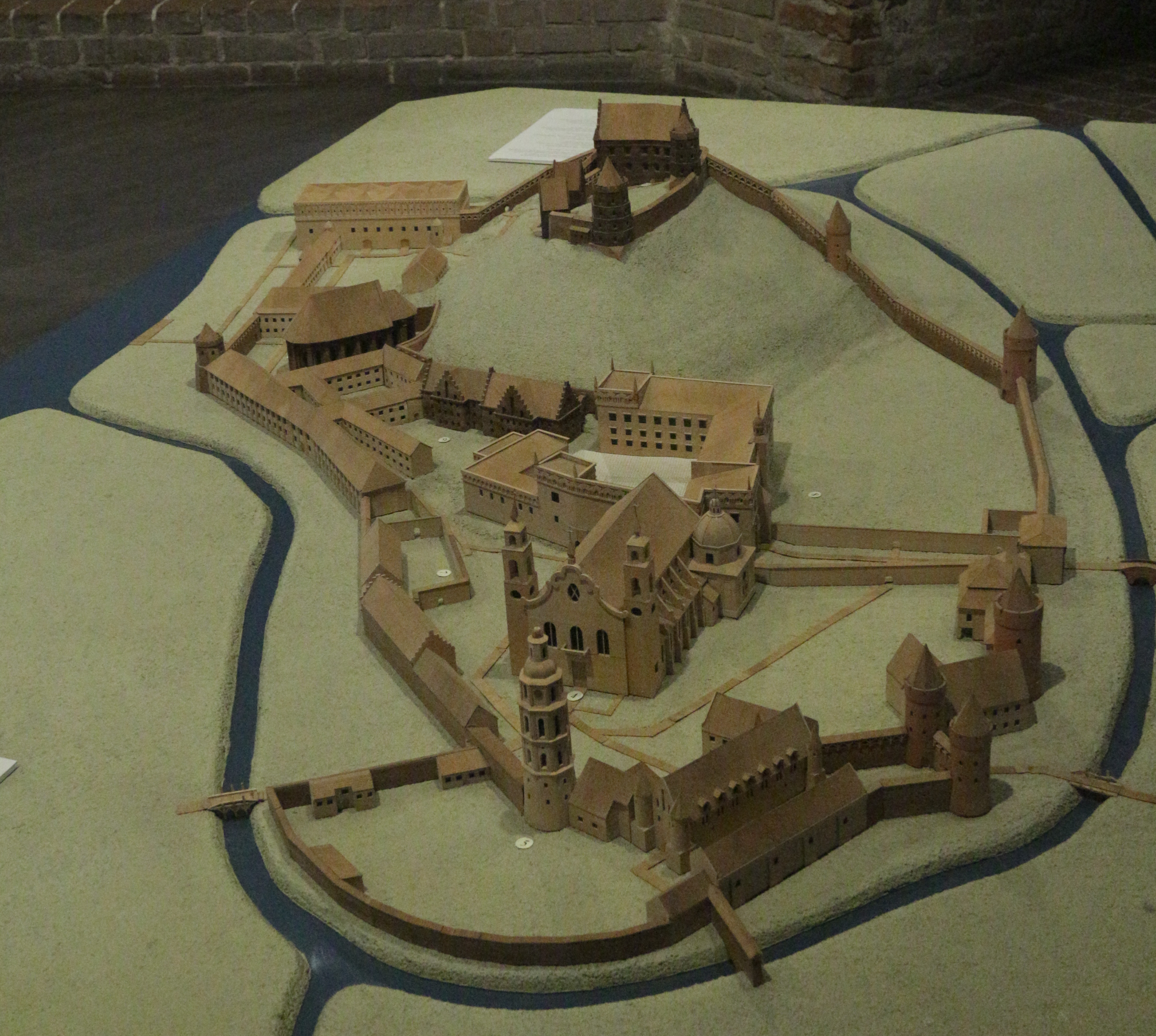
Maqueta del complejo de castillos.

Una parte del complejo de castillos, que fue construido sobre la colina Gediminas, de 40-48 metros de altura y 160 de anchura, es conocido como castillo Superior. Los datos arqueológicos muestran una presencia humana desde el Neolítico. La colina fue fortificó con muros de madera que más tarde se reemplazaron por sillares de piedra en el siglo IX. Un siglo más tarde se erigió un castillo de madera, y desde el siglo XIII la colina se ha rodeado de murallas con torres. Durante el reinado de Gediminas (r. 1316-1341), Vilna se convirtió en capital; por lo que el castillo se amplió y mejoró en 1323.
La Lituania pagana se enfrentó a las órdenes cristianas durante más de dos décadas; estas órdenes buscaban conquistar Lituania, cuya motivación era la conversión de los lituanos paganos al catolicismo. A la vez que Vilna se convertía en una de las ciudad más importantes del estado, fue uno de los objetivos militares más prioritarios. El complejo de castillos fue atacado por la Orden teutónica en 1365, 1375, 1377, 1383, 1390, 1392 y 1402, aunque nunca se capturó completamente. Los asaltos más peligrosos fueron dirigidos por Engelhard Rabe von Wildstein y Konrad von Wallenrode en 1390 durante la Guerra civil lituana (1389-1392) entre Vitautas el Grande y su primo Jogaila. Muchos nobles de Europa occidental participaron en esta campaña militar, incluyendo a Henry, duque de Derby, el futuro Enrique IV de Inglaterra, con 300 caballeros.

### Estructuras
- Torre de Gediminas

## Historia del castillo Inferior

### Estructuras
- Palacio de los Grandes Duques de Lituania
- Catedral de Vilna

#### Arsenales del castillo
El complejo de castillos de Vilna ha tenido dos arsenales, denominados Nuevo y Antiguo Arsenal, a lo largo de su historia. El Antiguo Arsenal fue establecido en el siglo XV, durante el mandato de Vitautas el Grande, aunque fue ampliado por Segismundo el Viejo y los trabajos continuaron durante el reinado de su hijo Segismundo II Augusto. En el siglo XVI se construyó una nueva ala, mientras que a mediados del siglo XVI y comienzos del siglo XVII se añadieron otras dos nuevas alas. Según fuentes. contemporáneas, el Antiguo Arsenal en esa época albergó en torno a 180 cañones pesados. El Nuevo Arsenal se estableció en uno de los antiguos edificios del castillo en el siglo XVIII por orden del gran hetman de Lituania Casimir Oginski. El edificio fue utilizado para acoger soldados y todavía se mantiene en la actualidad. Su muralla exterior era parte del sistema defensivo. Durante el siglo XVI su torre guiaba a los barcos a través del río Neris.
Ambos arsenales sufrieron graves daños durante la Segunda Guerra Mundial; algunas secciones fueron restauradas tras la contienda y entre 1987 y 1997. Actualmente albergan el Museo Nacional de Lituania (Nuevo Arsenal) y el Museo de Artes Aplicadas (Antiguo Arsenal).